# Leptochilichthys
Famille
Genre
Synonymes
- Anomalopterichthys Whitley, 1940[1]
- Anomalopterus Vaillant, 1886[1]

Leptochilichthys est un genre de poissons abyssaux, le seul de la famille des Leptochilichthyidae dans l'ordre des Osmeriformes.

## Liste d'espèces
Selon World Register of Marine Species (28 mars 2020) :
- Leptochilichthys agassizii Garman, 1899 - espèce type
- Leptochilichthys microlepis Machida & Shiogaki, 1988
- Leptochilichthys pinguis (Vaillant, 1886)

## Galerie

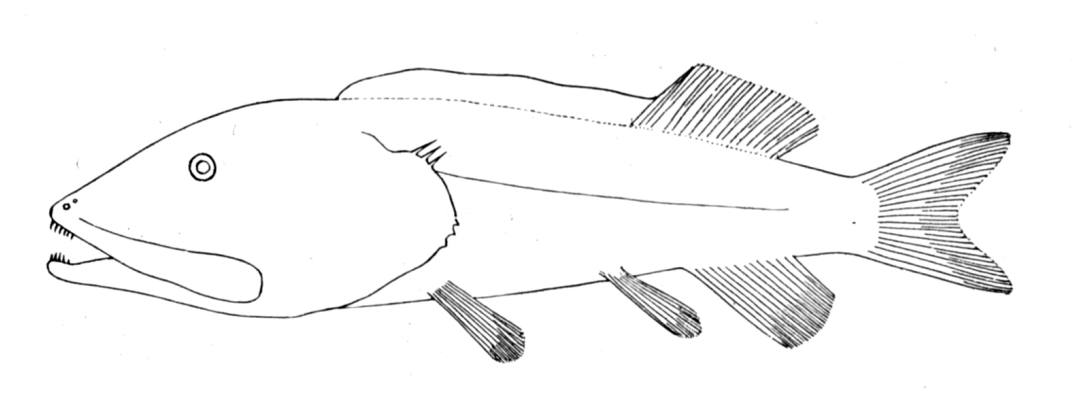
Leptochilichthys pinguis.

## Étymologie
Le nom du genre Leptochilichthys du grec ancien λεπτός, leptós, « mince, ténu »,  χεῖλος, kheîlos, « lèvre » et ἰχθύς, ikhthús, « poisson », fait probablement référence à la finesse du maxillaire (« comprimé et en forme de lame pratiquement sur toute la longueur ») et de l'intermaxillaire (en forme de lame et aux bords tranchants) de l'espèce Leptochilichthys agassizii

## Publication originale
- (en) Samuel Garman, « Reports on an exploration off the west coasts of Mexico, Central and South America, and off the Galapagos Islands, in charge of Alexander Agassiz, by the U.S. Fish Commission Steamer Albatross, during 1891, Lieut. Commander Z.L. Tanner, U.S.N., commanding. XXVI. The Fishes », Memoirs of the Museum of Comparative Zoology, Cambridge, Musée de Zoologie comparée, vol. 24,‎ 1899, p. 1–431 (ISSN 1067-8611, OCLC 1642017, DOI 10.5962/BHL.PART.27494).